# Якубовский, Владимир Иосифович
Владимир Иосифович Якубовский — украинский националистический деятель периода Второй Мировой войны, майор УПА, третий командир военного округа ВО-3 «Лысоня», входившего в состав УПА-Запад.

## Биография
Происходил из смешанной семьи (отец поляк, мать украинка). До войны окончил кадетское военное училище в Варшаве, затем школу летчиков во Львове в звании подпоручика Войска Польского. 
Служил в авиаполку во Львове, где сначала был уволен после летней службы за отказ указать польскую национальность в документах. Затем его перевели служить на аэродром в Люблине.
В 1939 году вернулся в родное село, где вступил в ОУН, вел подпольную работу, работал на почте, в управе читальни общества «Просвита».
В 1942 году он был военным референтом ОУН Зборовского района, а в 1943 году — военным референтом ОУН Бережанского района. В декабре 1943 года он стал начальником штаба военного округа «Лысоня», был командиром унтер-офицерской школы в военном округе, одновременно командуя и Бережанским куренем УПА. В 1945 году ему присвоено звание поручика.
По словам польского историка Гжегожа Раковского, Якубовский был организатором массовых убийств поляков в своём родном селе Заложцы в ноябре 1944 г.. 
С марта 1946 года и до своей смерти в 1947 году он был командиром ВО-«Лысоня». Погиб в бою с отрядом советских внутренних войск у села Вився на Тернопольщине. Посмертно УГВР присвоило ему звание майора УПА.
В 1997 году ему поставили памятник в его родном селе.